# São Lourenço do Oeste
São Lourenço do Oeste é um município brasileiro do estado de Santa Catarina. Localiza-se no noroeste da mesorregião oeste do estado. São Lourenço do Oeste foi emancipado em 26 de julho de 1958, desmembrado do município de Chapecó. Sua colonização é majoritariamente alemã e italiana.
O município encontra-se atualmente em franca ascensão, impulsionado pelo crescimento industrial, pelo fortalecimento do mercado de trabalho e pela valorização do mercado imobiliário. Conhecida como a "capital catarinense das massas e biscoitos", a cidade abriga indústrias de peso como a multinacional Kellogg’s (antiga Parati) e Nutrisul (Grupo Casaredo) produzem milhares de toneladas de biscoitos e massas mensalmente, exportando os produtos para diversos países.

## História
São Lourenço do Oeste começou a se formar com a chegada dos primeiros imigrantes em 1948, a maioria de ascendência italiana e alemã, vindos de várias partes dos estados de Santa Catarina, Rio Grande do Sul e Paraná. Nesta época, a localidade, que era pertencente ao município de Chapecó, recebeu o nome de "Catanduva", devido a um tipo de vegetação existente no local. Na década de 1950, iniciou-se um processo de colonização mais intenso realizado pela Empresa Colonizadora Saudades Ltda, sediada em Chapecó. Esta empresa instalou na localidade a primeira indústria da região, uma serraria. O nome do local também foi alterado para "Bracatinga", nome da espécie da árvore da qual era construído o barracão da empresa.
Em 1951, a então Bracatinga foi elevada a categoria de distrito do município de Chapecó, recebendo o nome de São Lourenço. A origem deste nome deve-se a fundação da Paróquia São Lourenço Mártir, que fez com que o nome do então distrito fosse alterado para o nome do santo padroeiro da paróquia. Em 21 de junho de 1958, o distrito de São Lourenço foi transformado em município através da lei estadual nº 348, desmembrando-se do município de Chapecó. No entanto, a emancipação ocorreu somente em 26 de julho de 1958. Com a elevação à categoria de município, a localidade passou a chamar-se São Lourenço do Oeste.

## Economia
A economia de São Lourenço do Oeste destaca-se principalmente pela indústria moveleira e também pela presença de grandes empresas do setor alimentício, motivo pelo qual a cidade é considerada a "terra do biscoito". No entanto, também contribuem para a economia do município setores como comércio, serviços e turismo, que juntos representam 46% do PIB da cidade. Por estes motivos, São Lourenço do Oeste situa-se entre as 50 maiores economias do estado.
O mercado de trabalho em São Lourenço do Oeste reflete o dinamismo econômico. Com 4.433 empresas ativas, segundo dados de maio de 2025, o município registra crescimento na geração de empregos, contrastando com tendências nacionais de estagnação. A indústria alimentícia, principal motor econômico, é complementada por setores como transporte rodoviário e atividades agropecuárias, que demandam mão de obra diversificada. 
O Índice Firjan de Desenvolvimento Municipal (IFDM) posiciona a cidade entre as 100 mais desenvolvidas do Brasil, com indicadores positivos em emprego, renda, educação e saúde, evidenciando um ambiente propício para o crescimento profissional.
No mercado imobiliário, São Lourenço do Oeste acompanha a tendência nacional de aquecimento, com crescimento de 15% no setor em 2025, conforme dados da Câmara Brasileira da Indústria da Construção (CBIC). A urbanização acelerada, impulsionada pela industrialização e pelo êxodo rural, aumenta a demanda por imóveis residenciais e comerciais. 
Além do aspecto econômico, a cidade se destaca pela qualidade de vida, com comunidades engajadas em eventos culturais como o Flic, o festival da canção mais antigo do Brasil. A combinação de crescimento industrial, oportunidades de emprego e um mercado imobiliário em expansão faz de São Lourenço do Oeste um exemplo de desenvolvimento sustentável no oeste de Santa Catarina, atraindo investimentos e novos moradores.

## Geografia
São Lourenço do Oeste localiza-se no oeste do estado de Santa Catarina, mais precisamente na microrregião de Chapecó, estando a 895 metros acima do nível do mar. Possuí área de 356,316 km², tendo como limítrofes o estado do Paraná e os municípios de Formosa do Sul, Irati, São Bernardino, Campo Erê, Saltinho, Jupiá e Novo Horizonte. O relevo do município constitui-se em um planalto acidentado, tendo como bioma predominante a Mata Atlântica e clima subtropical, com temperatura média anual de 22°C. O município organiza sua área urbana em sete bairros, sendo eles: Brasília, Centro, Cruzeiro, Perpétuo Socorro, Progresso, Santa Catarina e São Francisco. Já sua área rural é dividida em três distritos, que são: São Roque, Frederico Wastner e Presidente Juscelino.

## Prefeitos de São Lourenço do Oeste[10]
1. Armando Pagani, de 1958 a 1959 (prefeito nomeado)
2. José Ebling, de 1959 a 1964
3. Zeno Germano Etges de 1964 a 1969
4. José Ebling, de 1969 a 1973
5. Sabino Santin, de 1973 a 1977
6. Dionisio Biazussi, de 1977 a 1983
7. Cairu Hack, de 1983 a 1986
8. Santos Zilli, de 1986 a 1988
9. Dionisio Biazussi, de 1989 a 1992
10. Álvaro Freire Caleffi, de 1993 a 1996
11. Cairu Hack, de 1997 a 2000
12. Álvaro Freire Caleffi, de 2001 a 2004
13. Tomé Francisco Etges, de 2005 a 2008
14. Nivaldo Lazaron, de outubro de 2008 a dezembro de 2008
15. Tomé Francisco Etges, de 2009 a 2012
16. Geraldino Cardoso, de 2013 a 2016
17. Rafael Caleffi, de 2017 a 2020[11]
18. Rafael Caleffi, de 2021 a 2023
19. Agustinho Assis Menegatti, de 2023 - no momento